# Lijst van archeoastronomische locaties gesorteerd op land

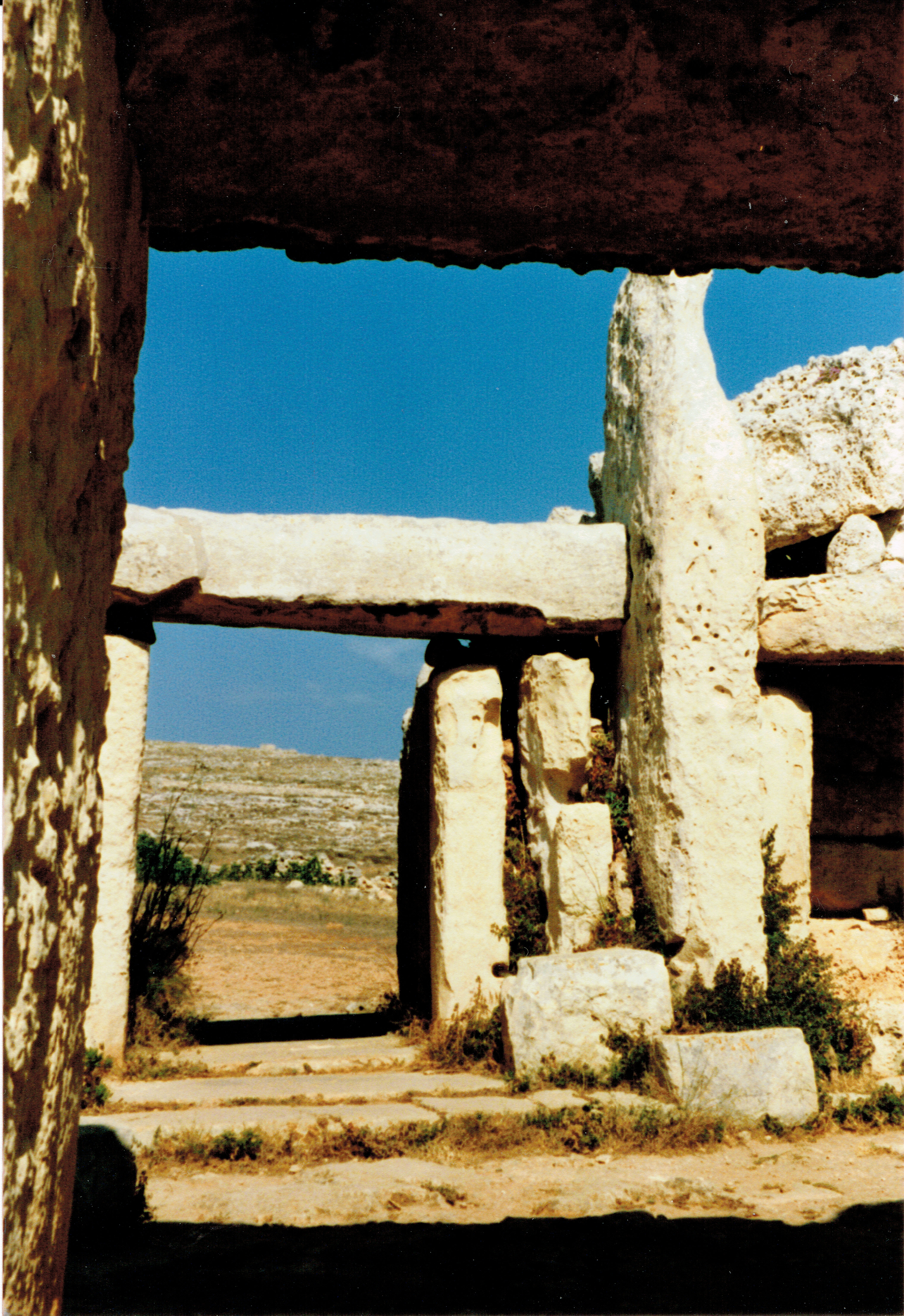
Megalithische tempels van Mnajdra; bij zonsopgang tijdens het wintersolstitium schijnen de zonnenestralen in de zuidelijke tempel diagonaal door de ingang op de rechter gedecoreerde megaliet van de doorgang tussen de eerste en de tweede tempelruimte. Bij het zomersolstitium vallen de zonnestralen op de linker megaliet van dezelfde doorgang. Bij de equinoxen baadt de centrale tempelruimte in het licht.

Dit is een lijst van op land gesorteerde locaties waarvan beweerd wordt dat men er in een ver verleden astronomie zou hebben beoefend.

## Bolivia
- Tiwanaku, de Kalasasaya en zijn conjuncties

## Brazilië
- Calçoene

## Cambodja
- Angkor
- Angkor Wat

## Duitsland

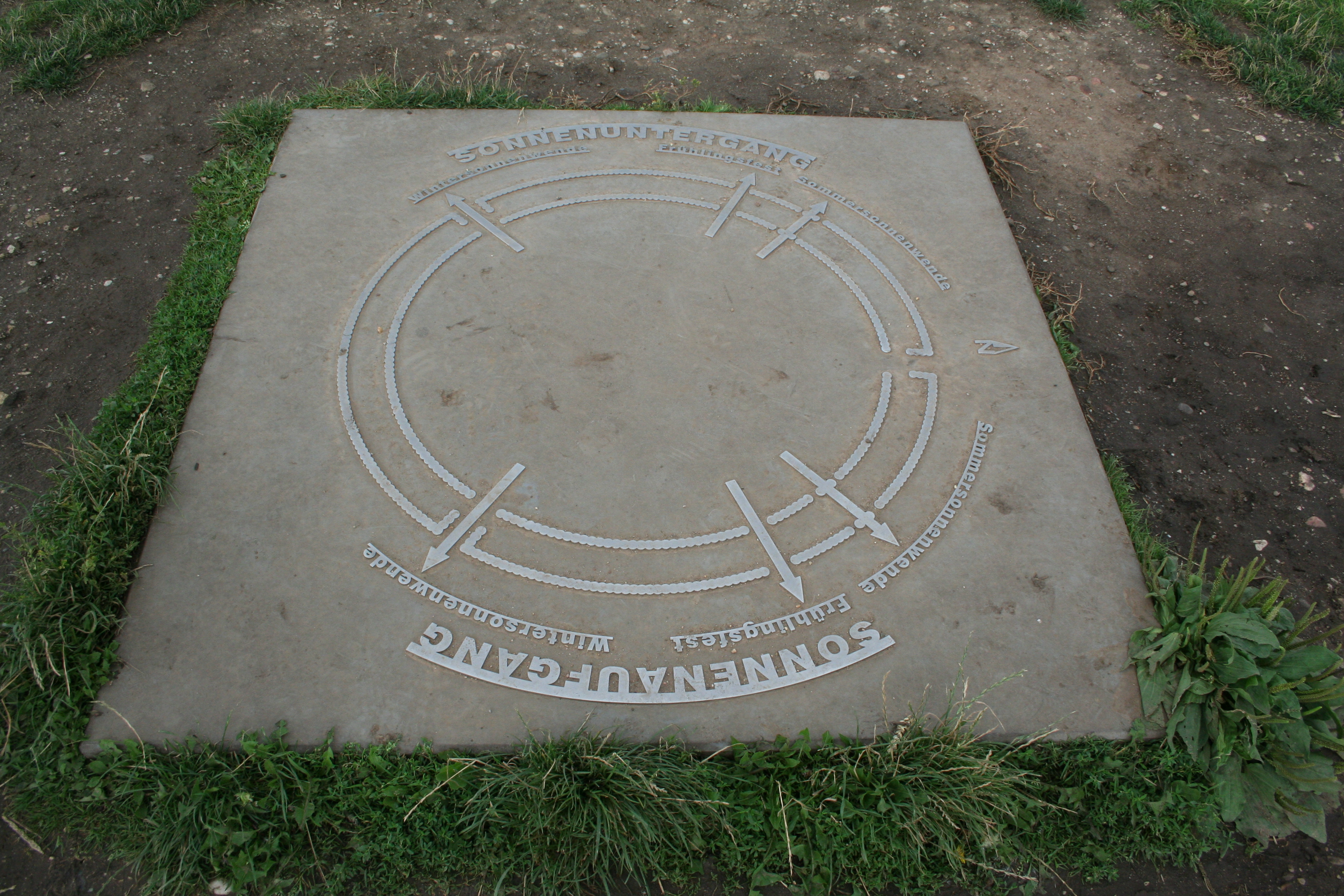
Goseck observatorium; de richting van zonsopkomst en zonsondergang tijdens de zonnewende (van de winter en de zomer) en het voorjaarsfeest

- Goseck-cirkel

## Egypte
- Grote Piramide van Gizeh
- Nabta Playa

## Frankrijk
- Megalieten van Carnac, de Grand Menhir Brisé

## Ierland
- Brú na Bóinne

## Indonesië
- Borobudur

## Italië
- Alatri

## Mexico
- Chichén Itzá, de caracol
- Monte Albán, zenith buis
- Teotihuacán
- Uxmal, Venus-conjunctie van het "Governeurspaleis"
- Xochicalco, zenith buis

## Peru
- Cuzco
- Machu Picchu
- Nazcalijnen

## Roemenië
- Sarmizegetusa Regia

## Rusland
- Arkaim

## Verenigd Koninkrijk
- Avebury
- Ballochroy
- Callanische steencirkel
- Glastonbury - Glastonbury Tor
- Kintraw

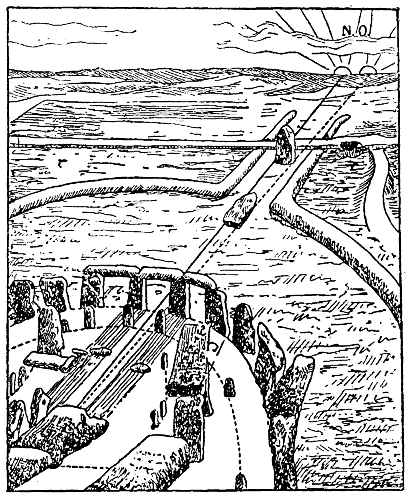
Midzomer bij Stonehenge, afbeelding in het Nordisk familjebok (een encyclopedie), 1918

- Minard, Brainport Bay, dat methodologische vraagstukken opwerpt
- Stonehenge

## Verenigde Staten
- Cahokia, stad van de Sun.

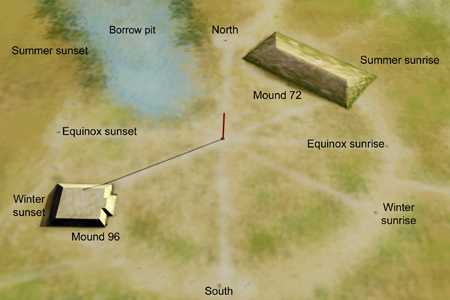
Illustratie van een gedeelte van Cahokia Mounds nabij Collinsville (Illinois), de overblijfselen van de woodhenge bij grafheuvel 72 en grafheuvel 96 tonen de langste dag de kortste dag en de equinoxen

- Chaco Canyon, kardinale oriëntaties, meridiaan-conjunctie, inter-pueblo conjuncties

## Zweden
- Ale's Stenen